# トラベルトレイン
トラベルトレイン（英語: Traveltrain）は、オーストラリア・クイーンズランド州で長距離旅客鉄道事業を行っているQR（クイーンズランド鉄道）の部門、およびその列車である。

## 概要

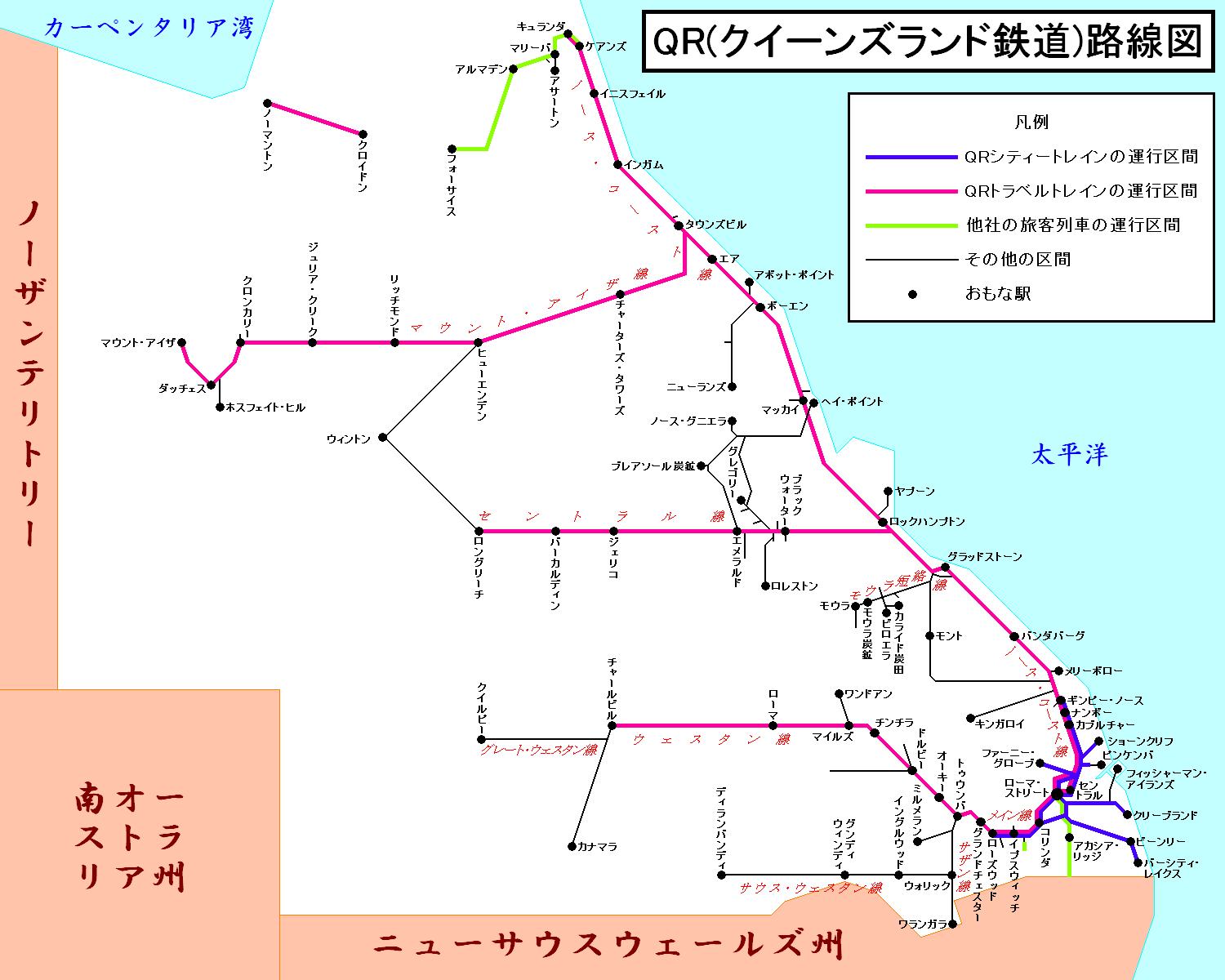
QR路線図とトラベルトレインの運行区間

トラベルトレインの主力はブリスベン - ケアンズ間（区間運転を含む）で運行する車体傾斜機構を取り入れた「ティルト・トレイン」である。また、ディーゼル機関車牽引の列車を以下の区間で運行している。
- 「スピリット・オブ・ジ・アウトバック」 : ブリスベン - ロングリーチ
- 「ザ・ウェストランダー」 : ブリスベン - チャールビル
- 「ジ・インランダー」 : タウンズビル - マウント・アイザ

さらに、ノーマントン - クロイドン間の「ガルフランダー」、ケアンズ - キュランダ間の「キュランダ高原列車」といった観光列車も運行している。
2005-2006年度のトラベルトレインの利用者は1年間で約969,000人であった。人口に対する割合は他の地域の鉄道より少ないが、これはトラベルトレインが他社よりも観光需要に対する部分が大きいことによるものである。
2007-2008年度にはブリスベン - ケアンズ間に対して1億3000万豪ドルの補助金が支払われた。これは旅客1人あたり900豪ドルであるが2001-2002年度には270豪ドルであった。

## 運行系統

### 沿岸部を運行する長距離列車
ティルト・トレイン (Tilt Train) がブリスベン - ケアンズ間の1,681kmの区間をノース・コースト線経由でクイーンズランド州東海岸に沿って運行されている。

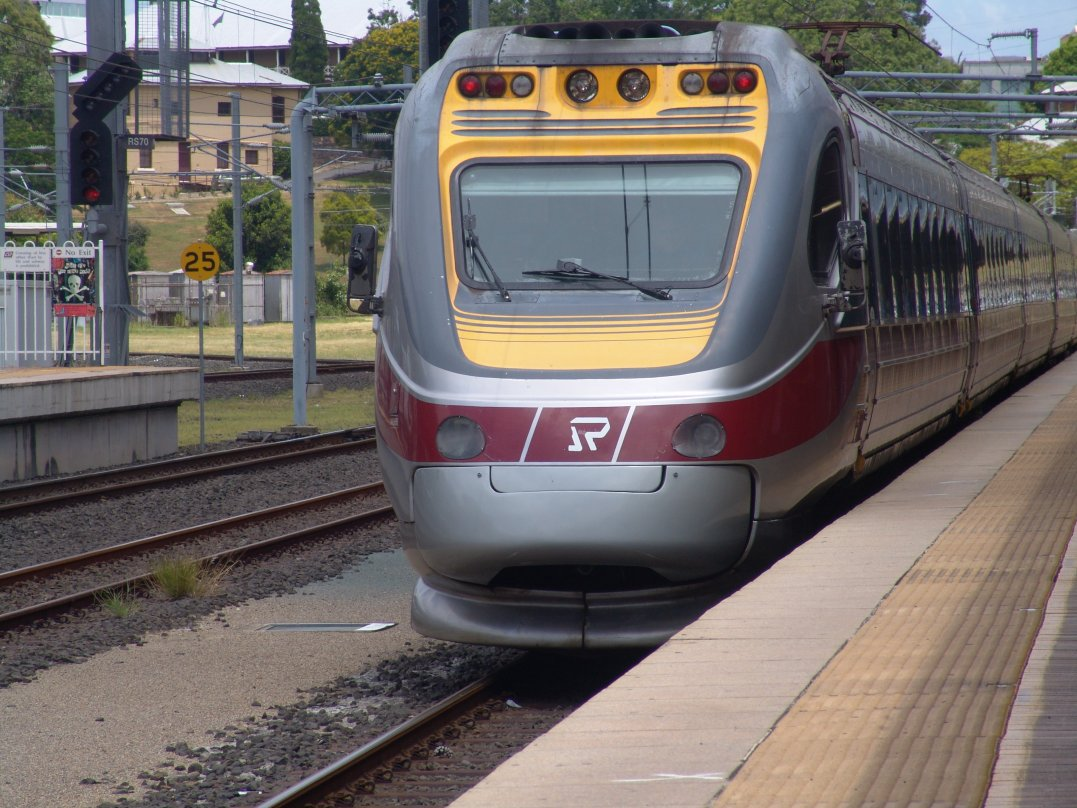
電車のティルト・トレイン

ティルト・トレイン

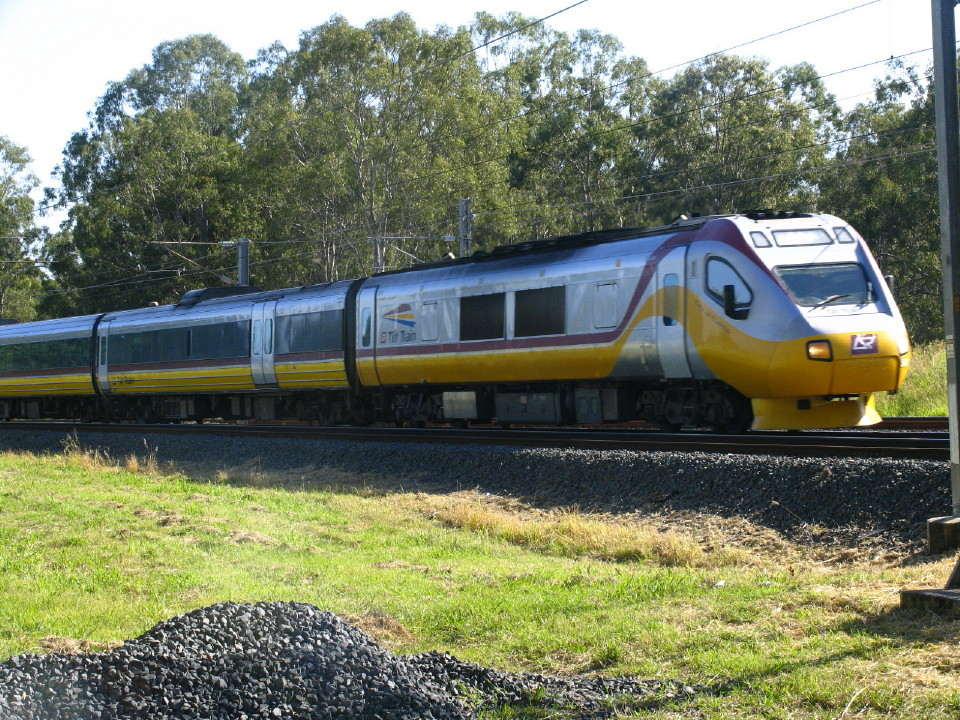
ディーゼル機関車牽引のティルト・トレイン

 ティルト・トレインは車体傾斜機構を取り入れた車両を使用している。6両編成の客車を前後2両のディーゼル機関車で牽引する列車が週2往復運行されている。所要時間は23時間55分である。他に6両編成の電車による区間運転の列車があり、ブリスベン - ロックハンプトン間（639km、所要時間7時間25分）の列車が週7.5往復、ブリスベン - バンダバーグ間（351km、所要時間4時間25分）の列車が週4.5往復運行されている。座席種別は、ビジネスクラスの座席とエコノミークラスの座席がある。売店で飲食物を買うことができる。
最初のティルト・トレインは動力分散方式の電車で、日立製作所製のJR四国8000系を基に製造。カーブ区間で車体を最大5度傾けることにより狭軌では世界最速の営業最高速度170km/hを実現し、1998年11月にブリスベン - ロックハンプトン間で営業運転が開始された。1999-2000年度にはブリスベン - バンダバーグ間の便が設定された。ロックハンプトン以北は電化されていないため電車は運転できないので、ディーゼル機関車牽引のティルト・トレインも開発され、2003年6月にブリスベン - ケアンズ間で営業運転が開始された。2004年11月15日に脱線事故 (en:Cairns Tilt Train derailment) を起こしたため安全対策が完了するまで当面は最高速度100km/hとされ、その後安全対策が完了し2007年6月15日に通常速度の160km/h運転に復帰した。
停車駅（2009年4月5日現在）
ローマ・ストリート駅（ブリスベン） - カブルチャー駅 - ■ランズボロー駅 - ナンボー駅 - クーロイ駅 - ギンピー・ノース駅 - メリーボロー・ウェスト駅 - ■Howard - バンダバーグ駅 - ▲ミリアム・ベール駅 - グラッドストーン駅 - ▲Mount Larcom - ロックハンプトン駅 - St Lawrence - Carmila - サリナ駅 - マッカイ駅 - プロサーパイン駅 - ボーエン駅 - ホーム・ヒル駅 - エア駅 - Giru - タウンズビル駅 - インガム駅 - カードウェル駅 - タリー駅 - イニスフェイル駅 - バビンダ駅 - ゴードンベール駅 - ケアンズ駅
▲…ケアンズ発着のティルト・トレインは通過。
■…ケアンズ発着のティルト・トレインとザ・サンランダーは通過。

### 内陸部を運行する長距離列車

#### スピリット・オブ・ジ・アウトバック
スピリット・オブ・ジ・アウトバック (Spirit of the Outback) は1993年11月9日に運行開始され、ブリスベン - ロングリーチ間の1,325kmの区間をノース・コースト線・セントラル線経由で週2往復が運行されている。ブリスベンからロックハンプトンまではクイーンズランド州東海岸に沿って北上し、ロックハンプトンから西に向きを変えて内陸部のアウトバックに入りロングリーチに至る。所要時間は23時間35分-23時間50分である。座席種別は、ファーストクラスの1人用および2人用個室寝台、エコノミークラスの3人用個室寝台、エコノミークラスの座席がある。食堂車が連結されている。
停車駅（2009年4月5日現在）
ローマ・ストリート駅（ブリスベン） - カブルチャー駅 - ナンボー駅 - クーロイ駅 - ギンピー・ノース駅 - メリーボロー・ウェスト駅 - バンダバーグ駅 - ミリアム・ベール駅 - グラッドストーン駅 - Mount Larcom - ロックハンプトン駅 - デュアリンガ駅 - Dingo - Bluff - ブラックウォーター駅 - Comet - エメラルド駅 - アナキー駅 - Willows - Bogantungan - Alpha - ジェリコ駅 - バーカルディン駅 - Ilfracombe - ロングリーチ駅

#### ザ・ウェストランダー
ザ・ウェストランダー (The Westlander) は、ブリスベン - チャールビル間の777kmの区間をメイン線・ウェスタン線経由で週2往復が運行されている。所要時間は16時間45分-17時間である。座席種別は、ファーストクラスの2人用個室寝台、エコノミークラスの3人用個室寝台、エコノミークラスの座席がある。売店で飲食物を買うことができる。
ザ・ウェストランダーは1950年代前半にエアコン付きの鉄製の新しい客車が導入された。1954年8月24日にはブリスベン - チャールビル - カナマラ間の972kmの区間およびブリスベン - チャールビル - クイルピー間の998kmの区間で運行が開始され、ブリスベン - チャールビル間は併結されていた。チャールビル駅で分割併合されたがカナマラ駅方面の線路とクイルピー駅方面の線路とはチャールビル駅より21km先のウェストゲート駅で分岐する。クイルピー発着便は「Flying Flea」という愛称で呼ばれ、客車2両と機関車と車掌車と電源車で構成されていた。カナマラ駅を午前9時に出発するとブリスベンには翌日の昼飯時に到着した。カナマラ駅方面の路線は制限速度が30mph (48km/h) であったが道路の質が悪かったため鉄道が好まれた。1957年までは貨車も連結されていて最大16両編成であった。チャールビル駅より先の区間の旅客営業は1994年に廃止され、その後はチャールビル駅で当列車に接続する代替バスがチャールビル - カナマラ間およびチャールビル - クイルピー間で運行されている。
停車駅（2009年4月5日現在）
ローマ・ストリート駅（ブリスベン） - コリンダ駅 - イプスウィッチ駅 - ローズウッド駅 - レイドリー駅 - ガットン駅 - ヘリドン駅 - トゥーンバ駅 - オーキー駅 - ドルビー駅 - チンチラ駅 - マイルズ駅 - Yuleba - Wallumbilla - ローマ駅 - Mitchell - Morven - チャールビル駅

#### ジ・インランダー
ジ・インランダー (The Inlander) は、タウンズビル - マウント・アイザ間の977kmの区間をマウント・アイザ線経由で週2往復が運行されている。所要時間は20時間40分-20時間55分である。当列車は1953年2月12日にエアコン付きの鉄製の新しい客車を使用し運転開始された。座席種別は、ファーストクラスの1人用および2人用個室寝台、エコノミークラスの3人用個室寝台、エコノミークラスの座席がある。ビュッフェで飲食物を買うことができる。
停車駅（2009年4月5日現在）
タウンズビル駅 - チャーターズ・タワーズ駅 - ペントランド駅 - トレンズ・クリーク駅 - ヒューエンデン駅 - リッチモンド駅 - ジュリア・クリーク駅 - クロンカリー駅 - ダッチェス駅 - マウント・アイザ駅

### 観光列車

#### キュランダ高原列車
ケアンズ - キュランダ間の33kmの区間で1日2往復が運行されている。

#### ガルフランダー
ガルフランダー (Gulflander) は、ノーマントン - クロイドン間の152kmの区間で2月から12月までの期間に週1往復が運行されている。所要時間は5時間である。カーペンタリア湾を囲むこの地域はガルフカントリーと呼ばれている。当列車が運行されている鉄道路線は1891年に完成したが、他のどの鉄道路線とも接続しておらず孤立している。

### 過去に運行していた列車

#### ザ・サバンナランダー
ザ・サバンナランダー (The Savannahlander) は、ケアンズ - フォーサイス間の423kmの区間で運行されている観光列車で、過去にトラベルトレインが運行していた。2004年からはケアンズ・キュランダ・スチーム・トレインという私鉄が運行している。
詳細は「ザ・サバンナランダー」を参照

#### ザ・サンランダー
2014年12月31日の運行をもって廃止された。廃止当時は週3往復運行されており、所要時間は29時間50分-31時間20分であった。座席種別は、クイーンズランダークラスの2人用個室寝台（最上級の個室で、一部の列車にのみ連結される）、ファーストクラスの1人用および2人用個室寝台、エコノミークラスの3人用個室寝台、エコノミークラスの座席があった。ビュッフェで飲食物を買うことができるほか、クイーンズランダークラスの乗客は専用の食堂車やラウンジカーを利用することができた。
サンランダーは1953年にブリスベン-ケアンズ間で営業運転が開始された。50周年を記念して2002-2003年度にクイーンズランダークラスが設定された。